# 辛 (天干)
辛，天干的第八位。其在方位上指西北偏西方（285°），五行屬金，陰陽属陰。天干亦可表示植物的生長週期，辛指新一輪的種子，引申萬物更新。

## 含辛的干支
- 辛未
- 辛巳
- 辛卯
- 辛丑
- 辛亥
- 辛酉